# 伊自良川
伊自良川是一條流經日本岐阜縣的河川，為木曾三川長良川支流的一級河川。

## 地理
以岐阜縣山縣市與本巢市交界的釜谷山（標高696m）為水源地，最初流經山縣市舊伊自良村，途中到達水庫伊自良湖。接著經過岐阜大學東邊，到了岐阜市正木和發源於山縣市舊高富町的鳥羽川會合，然後在岐阜市下尻毛附近與板屋川合流。
之後在岐阜縣一日市場（岐阜市立女子短期大學附近）和古根尾川會合。谷根尾川是1530年（享祿3年）洪水之前的根尾川，上游有農林水產省所選出「輸水百選」中的「席田用水」。
最後，在岐阜市河度（河渡橋的河流上游方向）與長良川合流。

## 流經區域
岐阜縣
山縣市、岐阜市

## 主要支流
- 鳥羽川
- 板屋川
- 生原川

## 主要橋梁
- 島大橋
- 紀念大橋
- 尻毛橋
- 繰舟橋

## 其他
- 以前的時候，名古屋鐵道揖斐線（2005年4月1日廢止）的旦島站及尻毛站之間的伊自良川鐵橋，是照相和攝影的著名地點。現在只留下鐵橋，並因岐阜市下尻毛附近的尻毛川別稱，而立有「景勝・尻毛川」的石碑。

## 外部連結
- 伊自良川・鳥羽川流域河川整備計画[永久]